# Michael Caton
Michael Caton (Monto, 21 luglio 1943) è un attore australiano noto soprattutto per i suoi ruoli nelle sitcom I Sullivans e Packed to the Rafters, oltre che nel film Casa dolce casa.
Nel 2016, la sua interpretazione nel film Last Cab to Darwin gli ha valso il premio AACTA al miglior attore. Nel 2011 è stato insignito della Australian Film Walk of Fame per via dei suoi contributi all'industria cinematografica e televisiva australiana.

## Filmografia parziale

### Cinema
- Private Collection, regia di Keith Salvat (1972)
- Casa dolce casa (The Castle), regia di Rob Sitch (1997)
- The Interview, regia di Craig Monahan (1998)
- Animal (The Animal), regia di Luke Greenfield (2001)
- Strange Bedfellows, regia di Dean Murphy (2004)
- Last Cab to Darwin, regia di Jeremy Sims (2015)

### Televisione
- Skippy the Bush Kangaroo - serie TV, episodio 3x83 (1969)
- King's Men - serie TV, episodio 1x10 (1976)
- I Sullivans (The Sullivans) - serie TV, 12 episodi (1976-1977) - Zio Harry
- A Country Practice - serie TV, 8 episodi (1982-1993)
- Five Mile Creek - serie TV, 38 episodi (1983-1985) - Paddy Malone
- Dottori con le ali (The Flying Doctors) - serie TV, episodio 2x22 (1987)
- Home and Away - serie TV, episodi 1x61-1x63 (1988)
- Uccelli di rovo - Gli anni mancanti (The Thorn Birds: The Missing Years) - miniserie TV, 2 episodi (1996)
- Blue Heelers - serie TV, episodio 4x06 (1997)
- All Saints - serie TV, 6 episodi (1998)
- Packed to the Rafters - serie TV, 111 episodi (2008-2013) - Ted Taylor

## Doppiatori italiani
Nelle versioni in italiano dei suoi film, Michael Caton è stato doppiato da:
- Sandro Iovino in Packed to the Rafters
- Dario Penne in Casa dolce casa